# Congress of Democrats

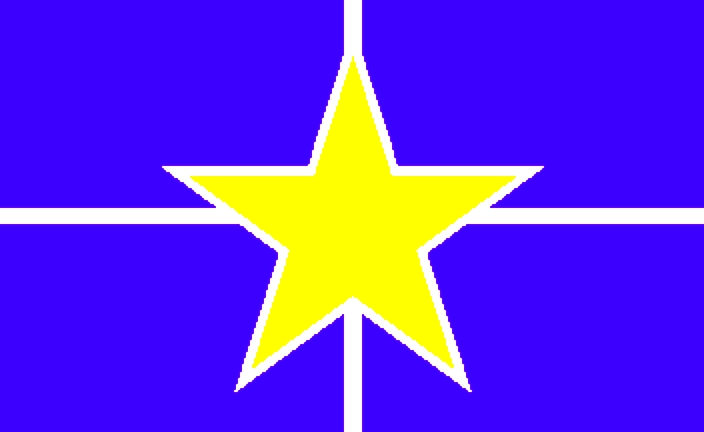
Vlag van CoD

Congress of Democrats (CoD) is een Namibische politieke partij die ontstond in 1999 als reactie op Nujoma's plan voor een derde ambtstermijn, Namibië's deelname aan de oorlog in de Democratische Republiek van Congo en de martelingen die Swapo had begaan tijdens de onafhankelijkheidsoorlog. Vooral ex-Swapoleden werden lid van de partij. De partijideologie bezit kenmerken van sociaaldemocratie en was lid van de Socialistische Internationale. Bij haar ontstaan genoot CoD een zekere populariteit, maar dit is één decennium later zwaar verminderd.